# Лайош Вонекі
Лайош Вонекі (угор. Vöneki Lajos, англ. Louis Vüneky (Vékey); 1830, Ужгород — після 1890) — угорський та/або австрійський лейтенант, а потім старший лейтенант у війні за незалежність Угорщини, воював за свободу Італії; Він був капітаном армії Сполучених Штатів, потім майором у громадянській війні в Америці на боці Союзу північних штатів США.

## Життєвий шлях
Служив лейтенантом (поручиком) у гусарському полку Йозефа Радецького, втік звідти і брав участь як лейтенант, а потім як старший лейтенант (надпоручик) у Війні за незалежність Угорщини 1848—1849 років, а після поразки угорської революції за незалежність воював за свободу в Італії в Угорському легіоні, після чого емігрував до Америки. Під час Громадянської війни в США служив капітаном у 68-му негритянському піхотному полку, згодом дослужився до майора у 51-му полку Міссурі, який був сформований у Сент-Джозефі в 1865 році, але саме тут він відчув сильну ксенофобію по відношенню до себе, аж до того, що подав у відставку з військової служби. У 1867 році повернувся до Угорщини. Після Австро-угорського компромісу 1867 року з ентузіазмом приєднався до громадського життя ветеранів національної гвардії.
Його ім'я увічнено на постаменті Меморіалу громадянської війни у Вашингтоні.